# Herb powiatu jarosławskiego
Herb powiatu jarosławskiego – jeden z symboli powiatu jarosławskiego, ustanowiony 2 marca 2001.

## Wygląd i symbolika
Herb przedstawia na tarczy w polu błękitnym mur forteczny blankowany srebrny (barwy białej) z dwiema basztami. Pomiędzy basztami widoczny jest czerwony ognisty miecz ze złotą (barwy żółtej) rękojeścią oraz waga. Na murze umieszczono czerwoną tarczę z białym, ukoronowanym orłem (stylizowany na orła Kazimierza Wielkiego). Mur forteczny z basztami nawiązuje do herbu stolicy powiatu, ognisty miecz i waga to atrybuty św. Michała Archanioła, natomiast orzeł symbolizuje przynależność do Polski.